# Короткокрылые дрозды
Короткокрылые дрозды (лат. Brachypteryx) — род воробьиных птиц из семейства мухоловковых.
Название рода происходит от др.-греч. βραχυς — «короткий» и др.-греч. πτερυγος — «крыло».

## Описание
Небольшие птицы с длинными ногами, заостренным клювом, коротким хвостом и короткими закругленными крыльями.

## Распространение
Обитают в Юго-Восточной Азии. Это наземные обитатели, которые обычно предпочитают скрываться в густом подлеске.

## Классификация
В состав рода включают 10 видов:
- Brachypteryx cruralis
- Brachypteryx erythrogyna
- Brachypteryx floris
- Brachypteryx goodfellowi
- Brachypteryx hyperythra — Рыжебрюхий короткокрылый дрозд
- Brachypteryx leucophris — Малый короткокрылый дрозд
- Brachypteryx montana — Голубой короткокрылый дрозд
- Brachypteryx poliogyna
- Brachypteryx saturata
- Brachypteryx sinensis

Ранее к роду Brachypteryx относили следующие виды:
- Heinrichia calligyna — Целебесский короткокрылый дрозд
- Myiomela major — Большой короткокрылый дрозд
- Heteroxenicus stellata — Буроспинный короткокрылый дрозд